# Staples (Automobilhersteller)
Staples war ein US-amerikanischer Hersteller von Automobilen.

## Unternehmensgeschichte
Willis Jay Staples wohnte in Maryville in Missouri. Dort stellte er von 1899 bis 1900 einige Personenkraftwagen her, die er auch verkaufte. Der Markenname lautete Staples. Später betrieb er ein Autohaus für Fahrzeuge von Chalmers Motor Car Company und Hudson Motor Car Co.

## Fahrzeuge
Die Fahrzeuge hatten einen Einzylindermotor mit 4 PS Leistung. Er trieb über Riemen und Kette die Hinterachse an. Ein Differentialgetriebe wird ausdrücklich erwähnt. Die Vorderräder waren 32 Zoll groß und die Hinterräder 36 Zoll. Es waren Vollgummireifen. Der Aufbau war offen und wurde als Motor Buggy bezeichnet. Die Höchstgeschwindigkeit war mit 19 km/h angegeben.